# タヴリーダ宮殿

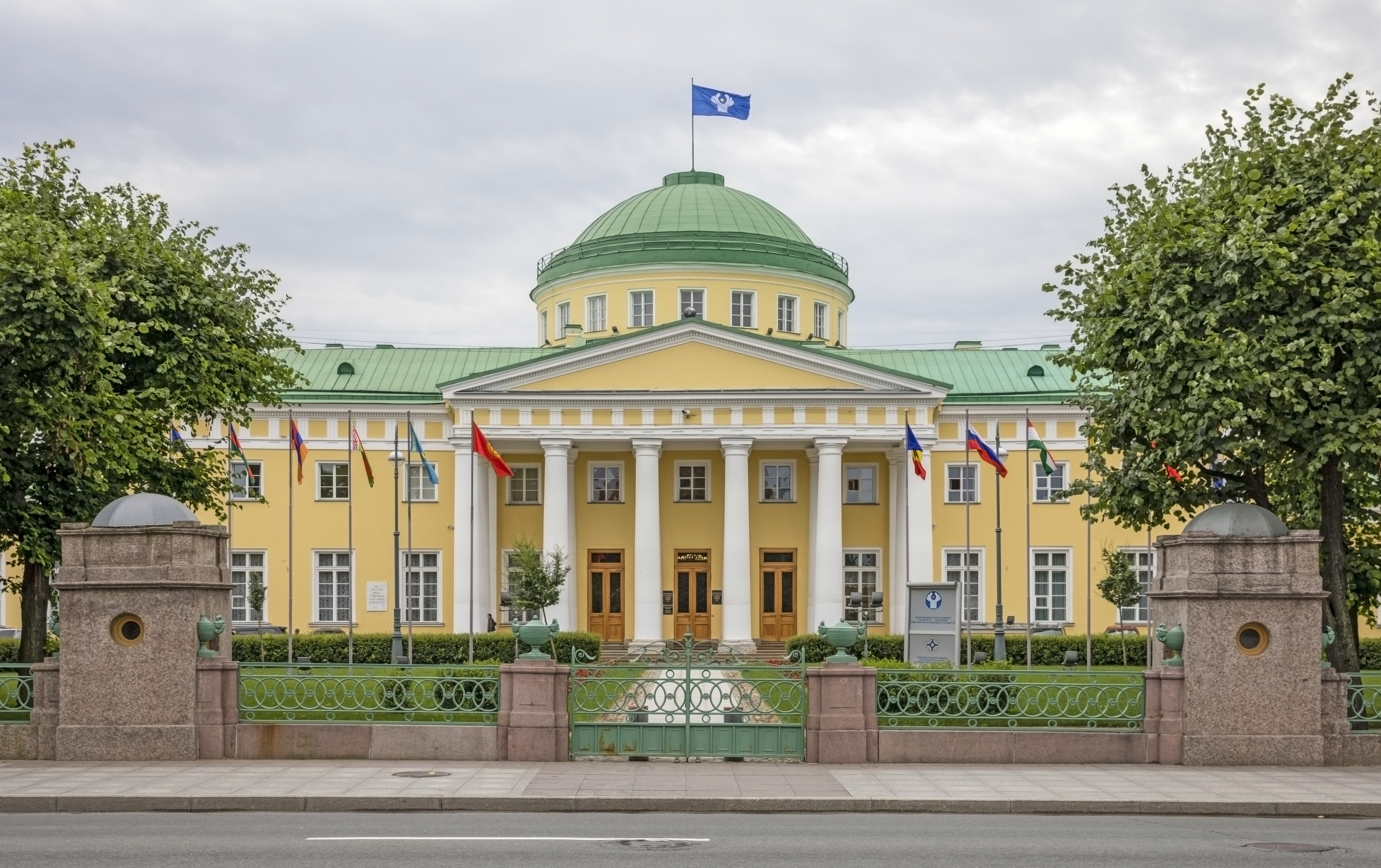
タヴリーダ宮殿の正面部（2016年撮影）

タヴリーダ宮殿（タヴリーチェスキー宮殿；ロシア語Таврический дворец；ラテン文字転写の例:Tavrichesky dvorets；英語:Taurida Palace）は、ロシア、サンクトペテルブルクにある宮殿。サンクトペテルブルクにおける、規模の大きく歴史的由緒のある宮殿建築のひとつであり、エカテリーナ2世時代のロシア古典主義建築の傑作である。
タヴリーダ宮殿の名称は、宮殿の所有者であるタヴリーダ（クリミアの古名）公爵グリゴリー・ポチョムキンに由来する。1791年ポチョムキンの死後、タヴリーダ宮殿の名称で呼ばれるようになった。

## 概要・歴史

### ポチョムキン
1768年から1784年の露土戦争に勝利したロシア帝国は、1783年タヴリーダ半島と呼ばれていたクリミア半島を併合した。このクリミア併合に功績があったのが、エカテリーナ2世の寵臣にして「真の伴侶」、グリゴリー・ポチョムキンである。ポチョムキンの功労に対して女帝は様々な御下賜品を与えたが、その1つがタヴリーダ宮殿である。ポチョムキンは、宮殿を建設するに当たり、贔屓にしていた建築家イワン・スタロフIvan Starovにパラディオ・スタイル（パラーディオ主義）による設計を依頼した。スタロフの建築プランは、宮殿本館に南に広大な庭園を北のネヴァ川へ運河を開削し、港湾を設置するというものであった。宮殿の建設は、1783年に開始され6年の歳月を要した。こうして完成した宮殿は、帝政ロシアにおける貴族邸宅の傑作と見なされ、多くの貴族の殿邸建設に当たって模範となった。
1791年4月28日ポチョムキンは死の数ヶ月前、女帝の歓心を再び得ようとして宮殿で前例のない程大規模な祝宴を開いた。当時、さしものポチョムキンも女帝の失寵によりその権勢は下降線を下っていたと言われる。ガヴリラ・デルジャーヴィンデザインのイルミネーションが輝く大祝宴によっても女帝の寵愛を再び得ること能わず、失意のまま、ヤッシーの講和に赴いたという言い伝えがあるが、果たして女帝に疎まれていたかも含めて、定かではない。事実、ポチョムキンはヤッシーの講和後、ロシアが獲得した黒海沿岸に新設されたノヴォロシア県（グベルニヤ）総督に任命されている。1791年10月5日ポチョムキンは任地に赴く途中、病死した。

### エカテリーナ2世

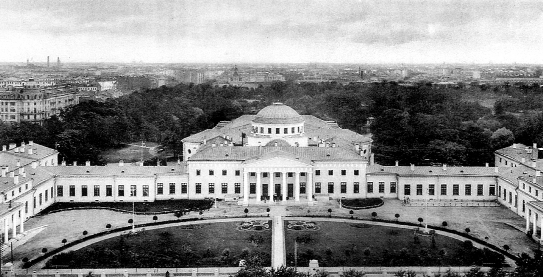
20世紀初頭のタヴリーダ宮殿と庭園

エカテリーナ2世は、ポチョムキンの死後程なくして、タヴリーダ宮殿を買い上げた上で、建築家のフョードル・ヴォルコフに命じて夏の離宮（英語版ではタウンハウス townhouse）に改装するように命じた。建築監督となったヴォルコフは、東翼に劇場、西翼に礼拝堂を設けた。庭園には、ヴォルコフの設計によるアドミラル・パヴィリオン、庭師の館、温室、オランジェリーOrangeryを建設したほか、宮殿に付随する橋や鉄製のフェンスの設計を手がけた。
タヴリーダ宮殿の外観は、内部インテリアの豪壮さに比較して、非常に禁欲的である。ドームホール（エカテリーナ・ホール）は、ロシアでも大きいもののひとつでイオニア式の列柱によって飾られている。冬の庭園の名称で知られる室内庭園は木や植物を室内に植えたものであり、来客の驚嘆の的となった。こうして完成したタヴリーダ宮殿は、エカテリーナ2世時代におけるロシア古典主義建築の一つの頂点を成した。しかし、エカテリーナ2世の没後、この宮殿には冬の時代が訪れる。新帝パーヴェル1世は、母帝とポチョムキンに対して深い怨恨を抱いていたため、1779年宮殿を騎馬隊の宿舎とし、エカテリーナ・ホールを馬場に改装した。その後の改装によってインテリアもエカテリーナ2世時代に比べて質が落ちた。

### ドゥーマ

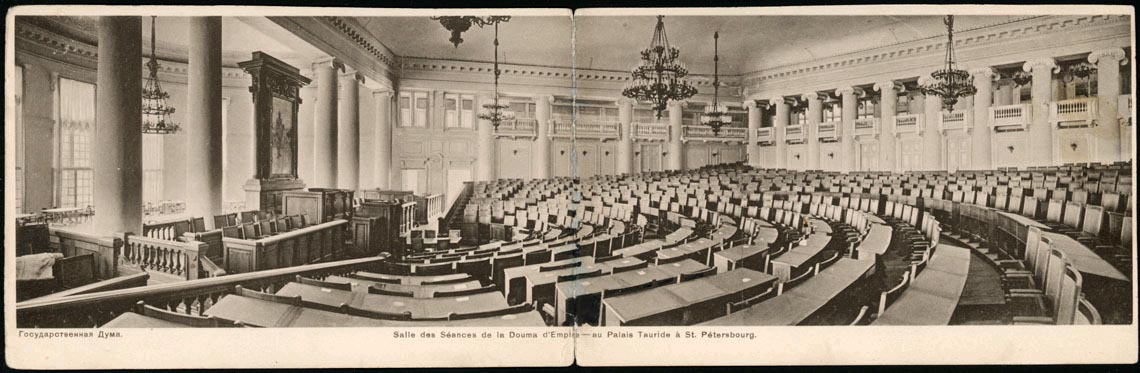
第一国会の議事堂となったタヴリーダ宮殿(現在の画像).

19世紀になると、タヴリーダ宮殿は、カルロ・ロッシCarlo Rossiとワシリー・スターソフVasily Stasovによって改装されロマノフ家の皇族が使用する宮殿となった。19世紀後半には、宮殿とネヴァ川の間に給水場が建設されたが、これによって宮殿からの眺望は著しく損なわれた。1905年日露戦争後のロシア第一革命によりドゥーマ（国会）が開会されることとなったが、1907年タヴリーダ宮殿は第一国会の議事堂に使用されることに決定した。このため冬の庭園の列柱は塗り込められて壁が作られ、そこに会議場が新設された。また、東翼の劇場は図書館に改装された。
1917年ロシア革命（二月革命）の直後、タヴリーダ宮殿には臨時政府とペトログラード・ソビエト（委員会）が置かれた。1918年には憲法制定議会が開催されている。
ソビエト政権樹立後の1918年5月、ボリシェヴィキはタヴリーダ宮殿で第7回党大会を開催し、党名をロシア共産党（ボリシェヴィキ）に改称している。
1991年ソビエト連邦の崩壊後、タヴリーダ宮殿は、独立国家共同体議会間総会（IPA CIS）などの国際会議や接待に使用されている。また、会議開催のために、タヴリーダ庭園にガラスの正面部を持つ別館が建設された。